# 문민통제
군에 대한 문민통제(文民統制, 영어: civilian control of the military)는 국가 통치권력에서 군부의 개입이 거부되고 민간인이 군인까지 포함하는 최고의 지휘권을 가진다는 원칙이다. 문민지배(文民支配) 또는 문민우위(文民優位, civilian supremacy)라고도 한다. 서양에서는 정치적 통제(political control), 군대에 대한 민주주의적 통제(democratic control over the military)라고 표현하는 경우가 많다.
군대에 대한 문민 통제는 민주주의 국가에서 정치가 군사에 우선하는 것, 군사력에 대한 민주주의적 통제를 말한다. 주권자인 국민이 선거에 의해 선출된 국민의 대표를 통해 군사적 결정권을 가지는 국가 안보 정책으로, 민주주의의 기초가 된다. 군대의 최고 통수권은 대통령(또는 수상)이 가지게 되지만 이것은 군대 조직에서의 관계이고, 문민 통제의 주체는 입법부(국회)이며 궁극적으로는 국민이다.
군(軍) 주도 세력은 주로 신생국가나 개발도상국가에서 빈번하게 등장한다. 그러나 민주화 과정에서 민간인이 정권 창출에 책임을 져야 한다는 이론이다. 서구에서는 문민우위 원칙이 잘 지켜져 군인집단이 제도화된 하나의 이익집단으로 남거나 동구에서처럼 공산당에 의한 통제로 정치권력의 제한이 있게 된다. 그러나 개발도상국에서의 문민우위 원칙은 형식상의 이론으로만 남기 쉽다.

## 각국의 사례

### 대한민국
대한민국의 경우 현재는 외교안보 라인은 군 장성 출신들이 장악하고 있으며, 국방부 장관도 군 출신이 장악하고 있다. 이는 박정희가 지나칠 정도로 장성급 장교에 대한 대우를 좋게 만든 탓이다.
원래 삼국시대에는 진골귀족 출신이 병부령을 차지했고, 기타 군 요직도 차지했으며, 고려시대 역시 병부상서를 비롯해, 도절제사, 수령 직들도 모두 문관이 장악했다. 이로 인해 폐해가 드러났고, 이로 인해서 이후 정중부의 난 이후 100년 동안 병부상서나 도절제사, 총사령관은 무신들이 장악하다가, 원 간섭기에 권문세족들이 병권을 장악한다. 이후 공민왕 이후 신흥 군 세력들이 병권을 장악했다. 그러나 조선시대에는 무관들이 어느정도 병조판서 등을 장악했고, 무과 신설 등으로 이후 무신들이 2품 이상의 재상 직을 차지하는 경우도 나오기는 했으나, 무신들의 천대가 심했고, 대부분 후기에는 문관들이 병조판서 직을 장악했다. 그러나 그래도 고려와는 다르게 병조판서, 형조판서, 공조판서 등 판서 자리는 무신들이 차지하는 경우가 많았다.
이후 대한민국에서는 이승만 정권에서는 주로 군인 출신과 문민 출신이 번갈아 가면서 국방부 장관을 맡았다. 그러나 4.19 혁명 이후 출범한 장면 내각에서는 국방부장관을 문민정치인 출신이 어느정도 임명되지만, 5.16 군사정변 이후, 박정희의 제3공화국과 10월 유신으로 인한 유신정권, 12.12 군사쿠데타로 발생한 전두환의 제5공화국 등 군사정권 시절에는 국방부장관은 물론, 때로는 다른 장관직들도 독차지했다. 그걸로 그친 것이 아니라 박정희는 유신 사무관 제도를 만들어 관료들도 죄다 군 출신으로 도배했다. 그래도 박정희 때는 여전히 국방부차관은 민간인 출신들이 제법 임명되었고 문민통제가 어느정도 지속되었지만, 후반부부터는 국방부차관마저도 군인 출신이 임명되기 시작하더니 전두환과 노태우 때는 국방부차관도 전부 군인 출신들이 차지했다. 이후 노태우 정부가 들어서자 유신 사무관 제도를 폐지하고 행정고시의 급을 3급에서 5급으로 낮추어 민간인 관료를 대거 등용하는 등 문민통제가 어느 정도 이루어지고 있지만 여전히 노태우 정부 이후에도 외교안보 라인과 국방부 장관은 군 출신들이 독차지하고 있다.

### 미국
미국의 경우, 국방부 장관을 민간 출신 또는 군 출신이라 하더라도 제대한 지 5년 이상이 경과된 자에 한해서만 임명될 수 있다. 그리고 대한민국에는 없는 각 군 장관(육군장관, 해군장관, 공군장관)은 군 복무를 한 적이 없는 사람들 위주로 임명하며 각 군 장관은 해당군 원수와 같은 예우를 받으며 사실상 미군을 지휘통솔한다. 따라서 합동참모의장 역시 각 군 장관의 부하가 된다.
참고로 미국은 대한민국과는 달리 병사 출신 국방부장관이 존재한다. 척 헤이글 예비역 육군 병장이 병사 출신 국방부장관이다. 또한 장성급 장교 출신 국방부 장관은 조지 마셜 예비역 육군 원수, 제임스 매티스 예비역 해병대 대장, 로이드 오스틴 예비역 육군 대장 이렇게 단 3명만 존재한다.
역대 미국 국방부장관의 군 경력은 다음과 같다. 장성급 장교는 문민통제에 부합되지 않는 신분이기 때문에 표에 적색으로 처리되어 있다.
| 대 | 이름                 | 군종   | 최종계급 | 비고               |
| -- | -------------------- | ------ | -------- | ------------------ |
| 1  | 제임스 포레스탈      | 해군   | 대위     |                    |
| 2  | 루이스 A. 존슨       | 육군   | 중령     |                    |
| 3  | 조지 마샬            | 육군   | 원수     |                    |
| 4  | 로버트 A. 로벳       | 해군   | 소령     |                    |
| 5  | 찰스 어윈 윈슨       | 면제   | -        |                    |
| 6  | 닐 H. 맥 엘로이      | 면제   | -        |                    |
| 7  | 토머스 S. 게이츠 2세 | 해군   | 소령     |                    |
| 8  | 로버트 맥나마라      | 공군   | 중령     |                    |
| 9  | 클라크 클리포드      | 해군   | 대령     |                    |
| 10 | 멜빈 R. 레어드       | 해군   | 대위     |                    |
| 11 | 엘리엇 리처드슨      | 육군   | 중위     |                    |
| 12 | 제임스 R. 슐레진저   | 면제   | -        | 미국의 징병제 폐지 |
| 13 | 도널드 럼즈페드      | 해군   | 대령     |                    |
| 14 | 해롤드 브라운        | 면제   | -        | 국방부 소속 과학자 |
| 15 | 캐스퍼 웨인버거      | 육군   | 대위     |                    |
| 16 | 프랭크 칼 루치       | 해군   | 대위     |                    |
| 17 | 딕 체니              | 면제   | -        |                    |
| 18 | 레슬리 아스핀        | 육군   | 대위     |                    |
| 19 | 윌리엄 페리          | 육군   | 소위     | ROTC 출신          |
| 20 | 윌리엄 코헨          | 면제   | -        |                    |
| 21 | 도널드 럼즈페드      | 해군   | 대령     | 2번째 취임         |
| 22 | 로버트 게이츠        | 공군   | 소위     | ROTC 출신          |
| 23 | 레온 파네타          | 육군   | 중위     |                    |
| 24 | 척 헤이글            | 육군   | 병장     | 사병 출신          |
| 25 | 애쉬 카터            | 면제   | -        | 국방부 소속 과학자 |
| 26 | 제임스 메티스        | 해병대 | 대장     |                    |
| 27 | 마크 에스퍼          | 육군   | 중령     |                    |
| 28 | 로이드 오스틴        | 육군   | 대장     | 흑인               |

육군장관, 해군장관, 공군장관은 오직 문민통제를 위해서만 만들어진 보직이기 때문에 여기에 군 장성 출신을 임명시키면 이 보직 자체가 의미가 없어져버린다. 때문에 모병제인 미국에서 이 각 군 장관들은 군복무를 한 적이 없어야 임명 가능하다. 그래야 문민통제 본연의 의미에 부합되기 때문이다.
군 장성은 사실상 군 장성만 담당하다 은퇴하는 것이 관례이며 군사 분야의 장관 및 청장은 민간인 출신이 임명되는 것 역시 관례이다. 물론 드와이트 D. 아이젠하워 같이 군 장성 출신 대통령이 없는 것은 아니지만 아이젠하워 역시 군 경력과 정치 경력을 완전 별개로 구분지었기 때문에 그걸 전제로 대통령이 된 것이다.

## 같이 보기
- 민군 관계
- 크샤트리야
- 군산 복합체
- 정치지도원
- 권력 분립